# Dieter A. Tscheulin
Dieter Albert Tscheulin (* 21. August 1938 in Lörrach; † 5. Dezember 2013 in Würzburg) war ein deutscher Psychologe und Universitätsprofessor für Psychologie.

## Werdegang
Dieter Tscheulin studierte ab 1967 an der Albert-Ludwigs-Universität Freiburg, der Ludwig-Maximilians-Universität München und der Ruprecht-Karls-Universität Heidelberg Psychologie. Seine Assistenzzeit führte ihn im Anschluss an die Julius-Maximilians-Universität Würzburg, wo er 1973 zum Dr. phil. promovierte. 1989 habilitierte er sich dort mit der Arbeit über Wirkfaktoren psychotherapeutischer Intervention. Nach einer einjährigen Lehrstuhlvertretung an der Universität Hamburg wurde er 1996 zum außerplanmäßigen Professor der Julius-Maximilians-Universität Würzburg ernannt.

## Forschung
Seine Forschungsschwerpunkte zur Psychotherapie schlossen gleichermaßen theoretische, empirische, methodische und anwendungsbezogene Aspekte ein. Es gelang ihm, konkrete Strategien zu entwickeln, wie die psychotherapeutische Beziehung bei unterschiedlichen Patienten zu gestalten ist, um Veränderungen bestmöglich zu fördern.

## Veröffentlichungen (Auswahl)
- als Hrsg. zusammen mit V. Birtsch: Ausbildung in klinischer Psychologie und Psychotherapie: Ziele, Inhalte und Methoden in Lehre und Studium. Beltz, Weinheim 1980.
- Beziehung und Technik in der klientenzentrierten Therapie: zur Diskussion um eine differentielle Gesprächspsychotherapie. Beltz, Weinheim 1983.
- Wirkfaktoren psychotherapeutischer Intervention. Hogrefe, Göttingen 1992.